# Gladys Berejiklian

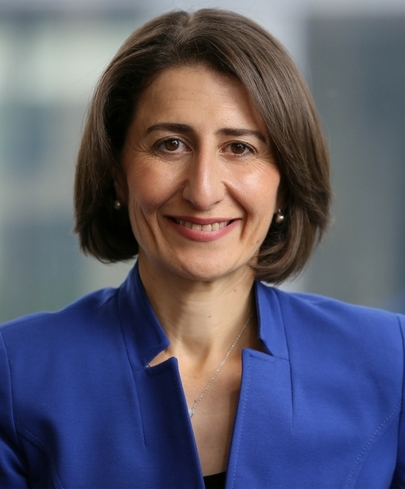
Gladys Berejiklian (2017)

Gladys Berejiklian (* 22. September 1970 in Sydney, New South Wales) ist eine australische Politikerin der Liberal Party of Australia und war von 2017 bis 2021 Premierministerin von New South Wales.
Im Februar 2022 gab Berejiklian bekannt, dass sie beim Telekommunikationsunternehmen Optus die Leitung der Abteilung Unternehmen, Wirtschaft und Institutionen übernehmen wird.

## Leben
Gladys Berejiklian ist die Tochter von armenischen Einwanderern aus Jerusalem und Syrien. Sie studierte an der University of New South Wales und erhielt dort einen Abschluss als Master of Commerce. Von 1998 bis 2003 arbeitete sie bei der Commonwealth Bank of Australia.
2003 gewann Berejiklian bei ihrer ersten Kandidatur die Wahl für das Unterhaus des Parlaments von New South Wales im Wahlkreis Willoughby. Mal 2017 löste sie Mike Baird als Premier ab. Sie ist damit nach Kristina Keneally von der Australian Labor Party die zweite Frau in diesem Amt.
Berejiklian wird dem zentrischen Flügel ihrer Partei zugeordnet. Sie unterstützte zum Beispiel die Gleichstellung gleichgeschlechtlicher Ehen, die Liberalisierung der Rechtslage zur Stammzellforschung und die Genehmigung von öffentlichen Drogenkonsumräumen. Sie befürwortet die Abschaffung der Monarchie in Australien und die Umwandlung Australiens in eine Republik.
Im Oktober 2020 gewann Berejiklian eine Vertrauensfrage, nachdem bekannt geworden war, dass sie zwischen 2015 und 2020 mit einem Abgeordneten, der 2018 infolge eines Korruptionsskandals sein Mandat niedergelegt hatte, eine Beziehung geführt hatte. Die Oppositionspartei Labor unterstellte ihr nach der Veröffentlichung eines ihrer Telefongespräche, sie hätte von den illegalen Tätigkeiten ihres damaligen Partners gewusst und hätte dies der Antikorruptionsbehörde von New South Wales melden müssen. Am 5. Oktober 2021 trat sie als Premierministerin zurück, da sie in der Korruptionsfrage vorgeladen wurde.